# 780
| 780                |
| ------------------ |
| Dødsfald - Fødsler |
|                    |

| Gregoriansk kalender | 780 DCCLXXX             |
| Ab urbe condita      | 1533                    |
| Armensk kalender     | 229 ԹՎ ՄԻԹ              |
| Kinesiske kalender   | 3476 – 3477 己未 – 庚申 |
| Etiopisk kalender    | 772 – 773               |
| Jødisk kalender      | 4540 – 4541             |
| Hindukalendere       |                         |
| - Vikram Samvat      | 835 – 836               |
| - Shaka Samvat       | 702 – 703               |
| - Kali Yuga          | 3881 – 3882             |
| Iransk kalender      | 158 – 159               |
| Islamisk kalender    | 163 – 164               |

Se også 780 (tal)